# Pietro Ostini
Pietro Ostini, italijanski duhovnik, škof in kardinal, * 27. april 1775, Rim, † 4. marec 1848.

## Življenjepis
30. januarja 1827 je bil imenovan za apostolskega nuncija v Švici; na ta položaj je bil imenovan še 9. aprila istega leta. 12. avgusta 1827 je prejel škofovsko posvečenje.
17. julija 1827 je bil imenovan za apostolskega nuncija v Braziliji.
30. septembra 1831 je bil izvoljen za kardinala in pectore.
2. septembra 1832 je bil imenovan za apostolskega nuncija v Avstriji.
11. julija 1836 je bil razglašen kot kardinal in imenovan za nadškofa (osebni naziv) škofije Jesi; s škofovskega položaja je odstopil 19. decembra 1841.
Umrl je 4. marca 1849.